# Chagall, à la Russie aux ânes et aux autres
Chagall, à la Russie aux ânes et aux autres è un documentario del 2003 diretto da François Lévy-Kuentz e basato sulla vita del pittore bielorusso Marc Chagall.